# Orotermes monstrosa
Orotermes monstrosa är en fjärilsart som beskrevs av Paul Dognin 1919. Orotermes monstrosa ingår i släktet Orotermes och familjen nattflyn. Inga underarter finns listade i Catalogue of Life.